# Saint-Bresson (Gard)
Saint-Bresson település Franciaországban, Gard megyében. Lakosainak száma 71 fő (2022. január 1.). Saint-Bresson Pommiers, Roquedur, Saint-Julien-de-la-Nef, Saint-Laurent-le-Minier és Le Vigan községekkel határos.

## Népesség
A település népessége az elmúlt években az alábbi módon változott:
| Lakosok száma | 73   | 53   | 48   | 66   | 54   | 56   | 54   | 62   | 66   | 71   |
|               | 1968 | 1982 | 1990 | 2006 | 2013 | 2015 | 2017 | 2019 | 2020 | 2022 |